# Marceau Sommerlinck
Marceau Somerlinck (Lilla, 4 gennaio 1922 – Lilla, 9 novembre 2005) è stato un calciatore francese, di ruolo centrocampista.
Con 433 presenze è il giocatore con più presenze nella storia del Lilla.

## Carriera
Nei primi anni della sua carriera gioca nel Fivois e nel Lille-Flandres, ma la sua carriera è legata al Lilla con il quale, dal 1945 al 1957, vince due campionati francese e cinque Coupe de France, record tutt'oggi imbattuto, unicamente uguagliato da Marco Verratti, Dominique Bathenay, Alain Roche e Thiago Silva. Imbattuto è invece il record di presenze (433). È stato capitano di questa squadra per numerosi anni.

## Palmarès

### Club
- Campionato francese: 2

Lilla: 1945-1946, 1953-1954
- Coppa di Francia: 5

Lilla: 1945-1946, 1946-1947, 1947-1948, 1952-1953, 1954-1955